# مراد يوسف
مراد يوسف (بالرومانية: Murat Iusuf)‏ هو عالم عقيدة روماني، ولد في 18 أغسطس 1977.